# Запис Костића оброк северни (Мирковци)
Запис Костића оброк северни (Мирковци) се налази на парцели чији је власник Костић Ненад и Смиљан.

## Локација
| Општина             | Пирот                                                                       |
| Катастарска општина | Мирковци                                                                    |
| Потес               | Камен                                                                       |
| Координате          | 43° 19′ 43″ С; 22° 29′ 14″ И / 43.328600000000002° С; 22.487100000000002° И |
| Надморска висина    | 776m                                                                        |

## Карактеристике
Дендрометријске вредности утврђене на терену и сателитским снимцима:
| Стабло                     | Крст |
| Висина стабла              | m    |
| Обим дебла                 | m    |
| Пречник крошње             | 0m   |
| Пречник дебла              | m    |
| Висина дебла до прве гране | m    |

## База записа
Запис је у оквиру Викимедија пројекта "Запис - Свето дрво" заведен под редним бројем 0869.